# Riddleville
Riddleville é uma cidade  localizada no estado americano de Geórgia, no Condado de Washington.

## Demografia
Segundo o censo americano de 2000, a sua população era de 124 habitantes.
Em 2006, foi estimada uma população de 122, um decréscimo de 2 (-1.6%).

## Geografia
De acordo com o United States Census Bureau tem uma área de 2,0 km², dos quais 2,0 km² cobertos por terra e 0,0 km² cobertos por água. Riddleville localiza-se a aproximadamente 128 m acima do nível do mar.

## Localidades na vizinhança
O diagrama seguinte representa as localidades num raio de 24 km ao redor de Riddleville.